# Перечень террористов и экстремистов Росфинмониторинга
Перечень террористов и экстремистов Росфинмониторинга — список организаций и физических лиц, в отношении которых имеются сведения об их причастности к экстремисткой деятельности или терроризму, который ведёт Федеральная служба по финансовому мониторингу (Росфинмониторинг). Перечень предназначен для блокирования денежных средств фигурантов этого списка финансовыми организациями. Де-факто используется в том числе для внесудебного преследования критиков российской власти.

## Правовые основания и правовой режим
Перечень террористов и экстремистов был введён в рамках закона «О противодействии легализации (отмыванию) доходов, полученных преступным путём, и финансированию терроризма». 6 августа 2015 года постановлением Правительства были утверждены правила ведения этого перечня. Согласно этим правилам, перечень формируется Росфинмониторингом на основании информации, полученной от Генпрокуратуры, Следственного комитета, Министерства юстиции, органов ФСБ и МВД по следующим основаниям:
- Процессуальное решение о признании лица подозреваемым по экстремистским или террористическим статьям.
- Постановление следователя о привлечении лица в качестве обвиняемого в совершении соответствующих преступлений.
- Решение суда о ликвидации или запрете деятельности экстремистской или террористической организации.
- Приговор суда в отношении физического лица по экстремистким или террористическим статьям, в том числе административным.
- Признаваемые Россией решения иностранных судов.
- Решение генерального прокурора, прокурора или в случае организаций — решение Федеральной налоговой службы о приостановлении деятельности организации.

15 июля 2024 года Правительство внесло в Госдуму законопроект о расширении оснований для включения в список экстремистов и террористов. В него предлагают включать подозреваемых, обвиняемых или осуждённых по многим другим статьям — за убийство, причинение тяжкого вреда здоровью или средней тяжести, хулиганство, истязание, геноцид, нарушение территориальной целостности РФ, фейки об использовании Вооружённых сил РФ, если эти деяния совершены по мотивам политической, идеологической, расовой, национальной или религиозной ненависти или вражды.
Перечень является открытым и публикуется на сайте Рофсинмониоринга. Организации и индивидуальные предприниматели обязаны замораживать (блокировать) денежные средства или иное имущество, принадлежащих включённому в этот перечень лицу и информировать об этом Росфинмониторинг. Лица, внесённые в перечень, не могут тратить более 10 000 рублей (около 100 долларов США) в месяц и такую же сумму на каждого члена семьи, не имеющего собственных источников дохода. На практике в отдельных случаях решением суда могут быть заблокированы и счета родственников фигуранта этого списка как это произошло в случае с российским писателем Борисом Акуниным. Также фигурантам запрещено пользоваться банковскими картами, осуществлять финансовые операции с имуществом, вступать в наследство, получать через счета алименты или выплаты по страховым случаям.

## Формирование
Перечень террористов и экстремистов Росфинмониторинга был впервые опубликован 6 июля 2011 года в «Российской газете». По состоянию на конец 2024 года, в перечень входили 619 организаций и 16056 физических лиц. В перечне организаций присутствуют формальные российские и иностранные юридические лица, неформальные объединения и движения, а также вымышленные российскими властями, например, «Антироссийское сепаратистское движение», или вымышленные, но позже образованные для защиты от преследования случайных людей организации, например, «Международное общественное движение ЛГБТ».
Росфинмониторинг разграничивает экстремистов от террористов, помечая последних звёздочкой. В текущем перечне 56 организаций внесены в перечень из-за сведений о причастности их к терроризму, а 563 — к экстремизму. Среди физических лиц звездочкой отмечены 13129 человек, а оставшиеся 2927 человек ведомство связывает с экстремизмом.
| №     | Лицо                             | Деятельность                    | Категория  | Дата внесения |
| ----- | -------------------------------- | ------------------------------- | ---------- | ------------- |
| 10087 | Навальный Алексей Анатольевич    | политик                         | терроризм  | 25.01.2022    |
| 10086 | Навальная Юлия Борисовна         | политик                         | терроризм  | 11.07.2024    |
| 10921 | Певчих Мария Константиновна      | политик                         | экстремизм | 16.08.2024    |
| 3419  | Волков Леонид Михайлович         | политик                         | терроризм  | 14.01.2022    |
| 15999 | Ярмыш Кира Александровна         | политик                         | экстремизм | 16.08.2024    |
| 12531 | Соболь Любовь Эдуардовна         | политик                         | экстремизм | 25.01.2022    |
| 14990 | Чхартишвили Григорий Шалвович    | писатель                        | терроризм  | 18.12.2023    |
| 4103  | Гельман Марат Александрович      | галерист                        | терроризм  | 14.11.2024    |
| 11132 | Пономарев Илья Владимирович      | политик                         | терроризм  | 25.01.2023    |
| 6908  | Каспаров Гарри Кимович           | шахматист, политик              | терроризм  | 06.03.2024    |
| 9067  | Маршенкулова Залина Хамидовна    | журналистка                     | терроризм  | 10.10.2024    |
| 4428  | Гудков Геннадий Владимирович     | политик                         | терроризм  | 27.02.2024    |
| 8041  | Лазарева Татьяна Юрьевна         | телеведущая                     | терроризм  | 19.06.2024    |
| 7824  | Курбангалеева Фарида Рашидовна   | телеведущая                     | терроризм  | 19.06.2024    |
| 7824  | Шарлот Эдуард Валерьевич         | музыкант                        | экстремизм | 23.07.2024    |
| 2657  | Беркович Евгения Борисовна       | режиссёр                        | терроризм  | 15.04.2024    |
| 10961 | Петрийчук Светлана Александровна | драматург                       | терроризм  | 15.04.2024    |
| 7095  | Киселёв Евгений Алексеевич       | журналист                       | терроризм  | 22.02.2024    |
| 4306  | Гордон Дмитрий Ильич             | журналист                       | терроризм  | 06.04.2022    |
| 14926 | Чирикова Евгения Сергеевна       | политик                         | терроризм  | 20.02.2024    |
| 13388 | Троянова Яна Александровна       | киноактриса                     | экстремизм | 09.07.2024    |
| 7290  | Коломойский Игорь Валерьевич     | олигарх                         | терроризм  | 02.10.2023    |
| 12513 | Смольянинов Артур Сергеевич      | актёр                           | экстремизм | 11.05.2023    |
| 10842 | Панин Алексей Вячеславович       | актёр                           | терроризм  | 29.05.2024    |
| 4406  | Грэм Линдси                      | политик                         | терроризм  | 20.02.2024    |
| 10381 | Новиков Илья Сергеевич           | юрист, игрок «Что? Где? Когда?» | терроризм  | 25.07.2024    |
| 5741  | Заякин Андрей Викторович         | ученый                          | экстремизм | 15.11.2022    |
| 15017 | Шаведдинов Руслан Табризович     | политик                         | экстремизм | 25.01.2022    |
| 1470  | Арестович Алексей Николаевич     | политик                         | терроризм  | 11.05.2023    |
| 505   | Аваков Арсен Борисович           | политик                         | терроризм  | 02.10.2023    |
| 13524 | Тютрин Иван Иванович             | политик                         | терроризм  | 20.02.2024    |
| 10326 | Низовцев Дмитрий Александрович   | журналист                       | экстремизм | 16.08.2024    |
| 15730 | Эштон-Чирилло Сара               | журналистка                     | экстремизм | 05.02.2024    |
| 5469  | Жданов Иван Юрьевич              | политик                         | терроризм  | 14.01.2022    |
| 9666  | Мосейчук Наталья Николаевна      | журналистка                     | экстремизм | 11.05.2023    |
| 11528 | Полозкова Вера Николаевна        | поэтесса                        |            | 25.02.2025    |

## Критика

### Применение для политического внесудебного преследования
Правозащитные организации обвиняют Россию в злоупотреблении антитеррористическим и экстремистким законодательством. Так, согласно заявлению Amnesty International, российская власть в последние годы «все чаще использует ложные, политически мотивированные обвинения в совершении преступлений террористической направленности», а с началом полномасштабного российского вторжения в Украину в феврале 2022 года проблема вышла на новый уровень. В частности, власти все чаще используют криминализацию публичного оправдания терроризма для преследования своих критиков и для препятствования публичному дискурсу. При этом, как отмечают правозащитники, российские законодательство и практика смешивают «терроризм» с «экстремизмом», который определяется настолько широко, что может включать в себя любые формы мирной политической или общественной деятельности и протеста. Включение человека в перечень Росфинмониторинга, которое производится без каких-либо процессуальных гарантий в виде судебного надзора или реальной возможности оспаривания и обжалования, но при этом приводит к тяжёлым экономическим последствиям из-за ограничения трат в месяц суммой 10 000 рублей, по мнению правозащитников Amnesty International, представляют собой форму внесудебного наказания.

### Гражданская смерть
Помимо формальных юридических ограничений включение в список может нести другие, непредусмотренные законом проблемы для его фигурантов, в том числе увольнения, невозможность найти новую работу, а также аналогичные проблемы у родственников. Фигуранты списка называют список Росфинмониторинга «гражданской смертью». Процедура исключения из списка при этом крайне сложная: для этого нужно добиться прекращения уголовного дела или уголовного преследования, отмены приговора суда или дождаться погашения или снятия судимости. Из перечня «террористов и экстремистов» также должны исключать людей после их смерти, но из-за сложных бюрократических процедур даже исключение умерших может занимать от полугода до года. В частности, по состоянию на конец 2024 года в списке всё ещё числится Алексей Навальный, умерший 16 февраля 2024 года.

### Исключение из перечня за участие в войне
Издание «Вёрстка» в декабре 2023 года обратило внимание на то, что из перечня террористов и экстремистов исключают бойцов чеченского «Ахмата», воевавших на Украине. Часть исключённых были осуждены по террористическим статьям.